# Gheorghe Grigore Cantacuzino

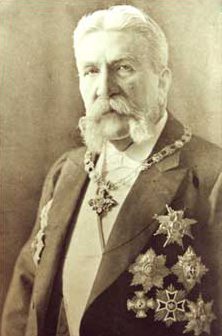
Gheorghe Grigore Cantacuzino

Prinz (Prințul) Gheorghe Grigore „Nababul“ Cantacuzino (* 22. September 1832 oder 1837 in Bukarest; † 23. März 1913 ebenda) war ein rumänischer Politiker der Konservativen Partei (Partidul Conservator), der unter anderem zwischen 1899 und 1900 sowie erneut von 1905 bis 1907 Ministerpräsident des Königreich Rumänien war.

## Leben
Prinz (Prințul) Gheorghe Grigore Cantacuzino entstammte der walachisch-rumänischen Adelsfamilie Cantacuzino, die ihre Ursprünge in Griechenland hatte. Seine politische Laufbahn begann er im Mai 1869, als er als Nachfolger von Panait Iatropol Bürgermeister von Bukarest wurde, und dieses Amt bis zu seiner Ablösung durch Eftimie Diamandescu im Januar 1870 bekleidete. Im Anschluss fungierte er im Fürstentum Rumänien 1870 als Justizminister im Kabinett von Ministerpräsident Alexandru G. Golescu und zwischen 1873 und 1875 zunächst als Minister für Landwirtschaft, Handel und öffentliche Arbeiten sowie danach von 1875 bis 1876 als Finanzminister im Kabinett von Ministerpräsident Lascăr Catargiu.

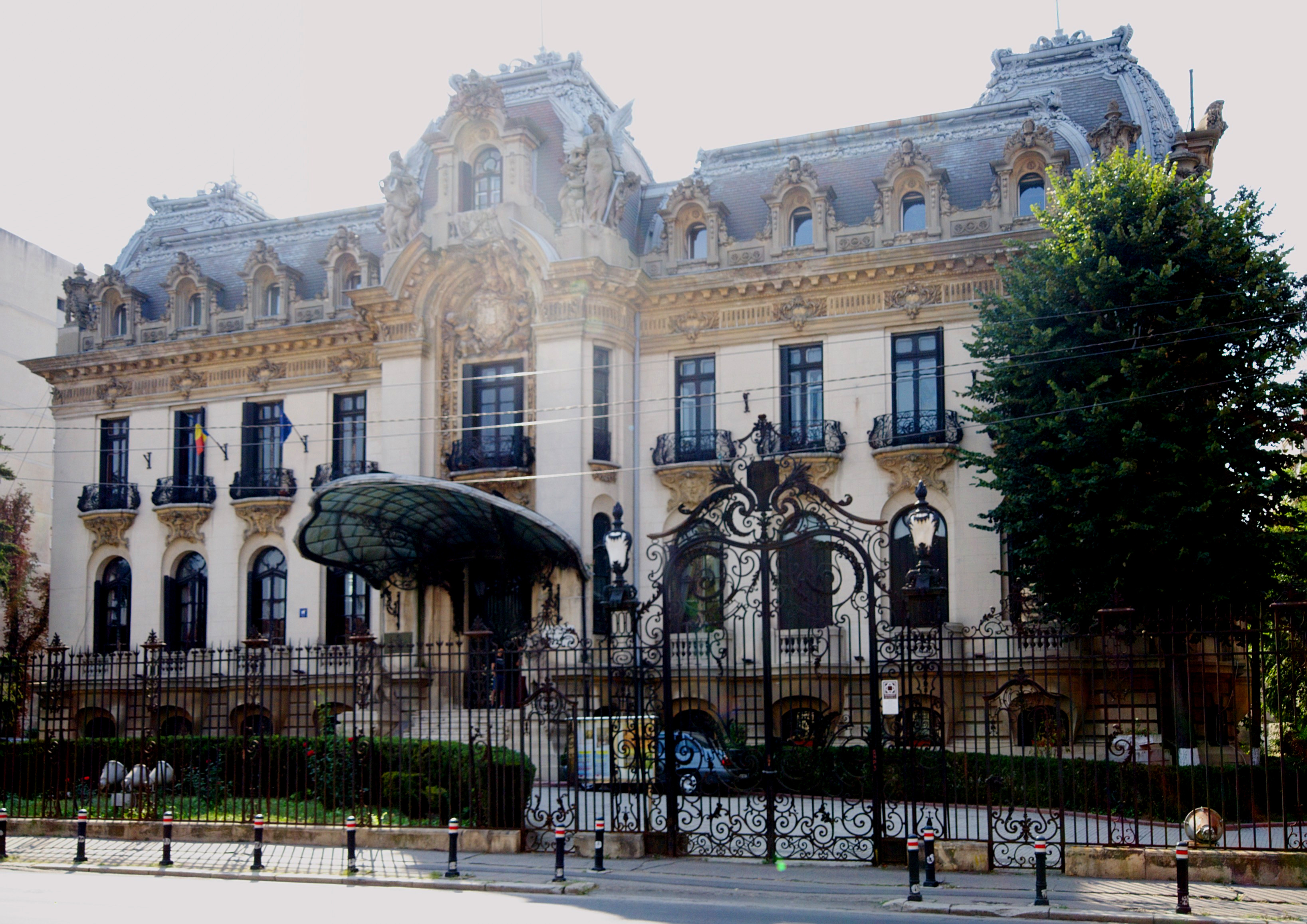
1909 ließ Gheorghe Grigore Cantacuzino für sich das Palatul Cantacuzino in der Bukarester Calea Victoriei erbauen

Im Königreich Rumänien war Cantacuzino, der Mitglied der 1880 gegründeten Konservativen Partei (Partidul Conservator) war, zwischen 1889 und 1891 erstmals Präsident der Abgeordnetenkammer (Adunarea Deputaților) sowie von 1892 bis 1895 zum ersten Mal Präsident des Senats (Senatul). Am 11. April 1899 wurde er Nachfolger von Dimitrie Alexandru Sturdza als Ministerpräsident (Președinții Consiliului de Miniștri) und bekleidete dieses Amt bis zu seiner Ablösung durch Petru Carp am 6. Juli 1900. In seinem Kabinett übernahm er vom 11. April 1899 bis 9. Januar 1900 zugleich das Amt des Innenministers (Miniștrul de interne). Anschließend war er von 1900 bis 1901 abermals Präsident der Abgeordnetenkammer.
Am 22. Dezember 1904 wurde Cantacuzino als Nachfolger von Dimitrie Alexandru Sturdza zum zweiten Mal Ministerpräsident und bekleidete das Amt nunmehr bis zum 12. März 1907, woraufhin Dimitrie Alexandru Sturdza wiederum sein Nachfolger wurde. In seinem zweiten Kabinett bekleidete er zwischen dem 22. Dezember 1904 und dem 12. März 1907 wieder das Amt des Innenministers. Zuletzt war er von 1911 bis zu seinem Tode 1913 erneut Präsident des Senats.